# Pelkovenschlössl

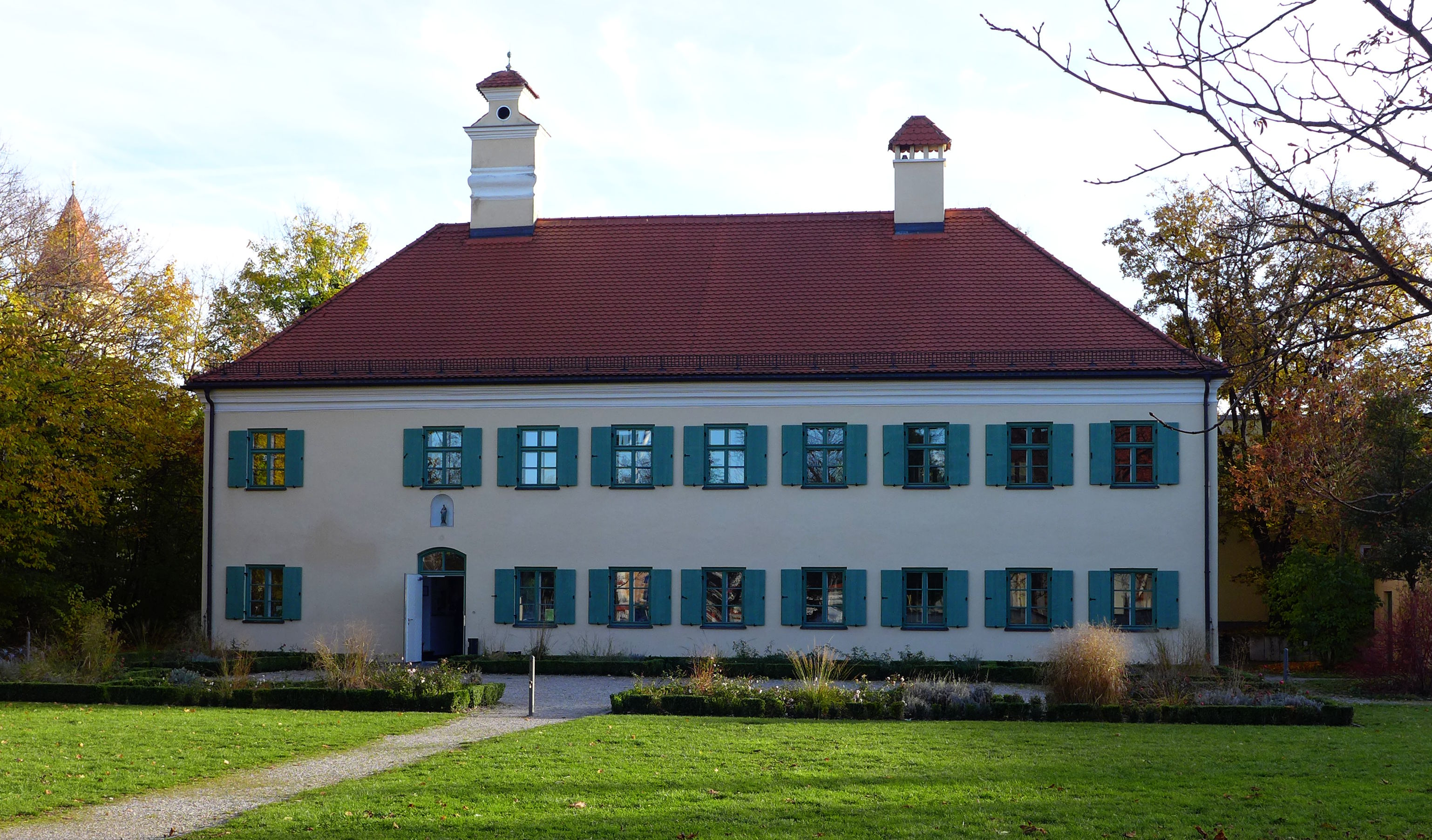
Pelkovenschlössl

Das Pelkovenschlössl ist eine Schlossanlage am Moosacher St.-Martins-Platz 2 im Münchner Stadtteil Moosach. Die Anlage ist unter der Aktennummer  D-1-62-000-4611 als denkmalgeschütztes Baudenkmal von Moosach verzeichnet. 

## Geschichte
Namensgeber ist das Geschlecht derer von Pelkoven, die 1648 die Niedergerichtsbarkeit verliehen bekamen.
Das Schlössl wurde 1690 von den Brüdern Veit Adam und Maximilian von Pelkoven als Hofmarkschloss erbaut. Maximilians Sohn Johann Ernst Kajetan Anton von Pelkoven verkaufte 1722 die Hofmark Moosach an den kurfürstlichen Hofkammerrat Johann Baptist von Ruffini. Nach weiteren Besitzerwechseln erwarb 1852 Klemens Hilger das Schlössl. Er erweiterte es um Wirtschaftsräume sowie einen Saal und eröffnete darin das zweite Moosacher Wirtshaus, das als „Neuwirt“ bezeichnet wurde. 1880 wurde der Gastbetrieb eingestellt und im Schlössl ab 1890 eine Gärtnerei betrieben.
1910 erwarb die Gemeinde Moosach das Schlössl und nutzte es vorübergehend als Schulhaus. Nach der Fertigstellung der neuen Moosacher Schule an der Leipziger Straße wurde es 1926 zu Wohnraum umgestaltet und der Schlosspark wieder als Gärtnerei genutzt. 2001 schuf der Münchner Stadtrat die Voraussetzungen für die Sanierung des Schlössls und die Nutzung als Kultur- und Bürgerhaus. Es wurde am 19. März 2004 eröffnet und zieht jährlich 30.000 bis 35.000 Besucher an.